# Головихин, Евгений Васильевич
Евгений Васильевич Головихин (род. 13 августа 1962 года, Ульяновск) — доктор педагогических наук, заслуженный тренер России, мастер спорта СССР. Первый тренер спортсмена Владимира Минеева.

## Биография
Евгений Головихин стал заниматься легкой атлетикой осенью 1972 года. В 1978 году начались занятия каратэ и спортивной акробатикой. В 1979 году Евгений Головихин поступил на факультет физического воспитания и спорта педагогического института. Выступал на профессиональном уровне в боях без правил, готовил спортсменов в гиревом спорте, боксе.
В период с 1986 по 1987 год учился на Саратовских высших курсах Министерства внутренних дел СССР по специальности «Оперуполномоченный ОБХСС».
В 1990 году победил на Чемпионате СССР в весовой категории до 80 килограмм в направлении спорта каратэ кёкусинкай. В 1991 году стал мастером спорта СССР, а в 1994 году — мастером спорта международного класса России. В 2004 году получил звание заслуженного тренера России. В 88 из 92 международных поединков, в которых принимали участие подопечные тренера Головихина, была одержана победа.
Головихин стал первым спортивным тренером Владимира Минеева, начав заниматься с ним, когда мальчику исполнилось 9 лет. Когда умер отец спортсмена, Головихин поддерживал его, иногда и деньгами. Евгений Головихин помог Минееву переквалифицироваться на занятия боксом, когда спортсмен принял такое решение, и познакомил его с тренером Владимиром Мерчиным. Спустя год его бывший воспитанник выиграл в первенстве России по кикбоксингу среди юниоров и стал победителем в первенстве России по тайскому боксу.
Евгений Головихин был победителем Чемпионата мира, РФ, СССР, РСФСР. Побеждал и занимал призовые места на турнирах по каратэ в Испании, Дании, Англии, Германии, Франции. В 1996, 1997, 1998, 2000 и 2001 годах организовывал спортивные международные турниры по каратэ.
В период с 1997 по 2009 год работал в отделе образования Заволжского района города Ульяновска. Был старшим тренером-преподавателем отделения каратэ и кикбоксинга в детской спортивной школе № 2. За этот период количество детей, занимающихся в секции, увеличилось с 40 до 1080 человек.
С 2003 года Евгений Головихин воспитал 20 чемпионов мира по кикбоксингу и каратэ, 5 спортсменов стали обладателями кубка мира по кикбоксингу. Среди спортсменов, которых тренировал Евгений Головихин, 40 мастеров спорта, 12 мастеров спорта международного класса, 8 чемпионов России по кикбоксингу.
В 2004 году Евгению Головихину было присвоено звание «Отличника физической культуры и спорта России».
В период с 2007 по 2010 год Евгений Головихин работал в составе комплексной научной группы, которая занималась с олимпийской сборной командой по тхэквондо ВТФ. В 2010 году защитил ученую степень доктора педагогических наук, специальность «теория и методика профессионального образования» в Высшей международной аттестационной комиссии. В 2003 году победил во Всероссийском конкурсе Министерства образования в номинации «мастерство». В 2010 году стал победителем в конкурсе, который проводился Министерством спорта и туризма, в номинации «ученый года в области спорта». Евгений Головихин руководит Нижневартовским филиалом центра спортивной подготовки сборных команд Югры, работает тренером в центре спорта инвалидов ХМАО и в школе олимпийского резерва Нижневартовска.
Евгений Головихин — тренер Айшат Рамазановой. 24 ноября 2010 года спортсменка завоевала золотую медаль на паралимпийском чемпионате России по тхэквондо, весовая категория до 57 килограмм.
Евгений Головихин награжден медалью «За отвагу».

## Научные достижения
Евгений Головихин написал 68 научных работ, тематика которых — единоборства. Он разработал образовательные программы по обучению тайскому боксу, кикбоксингу, тхэквондо, каратэ. Является автором 3 учебно-методических пособий. Изобрел дыхательный тренажер и способ гипоксической тренировки.